# Liste der denkmalgeschützten Objekte in Čímice
Grundlage dieser Liste der denkmalgeschützten Objekte in Čímice ist die ÚSKP-Liste (Ústřední seznam kulturních památek České republiky, deutsch Zentrale Liste der Kulturdenkmäler der Tschechischen Republik), die von der tschechischen Denkmalschutzbehörde NPÚ (Národní památkový ústav, deutsch Nationale Denkmalbehörde) seit 1987 geführt wird und an die seit dem Jahr 1850 geschaffenen Listen anschließt.

## Denkmalgeschützte Objekte nach Ortsteilen

### Čímice
| Lage | Objekt                                 | Beschreibung | ÚSKP-Nr.                  | Bild           |
| --- | -------------------------------------- | --- | ------------------------- | -------------- |
| Čímice, Čímice 44 (Standort)                                                                             | Haus Nr. 44                            | Großes städtisches Gebäude in ländlicher Umgebung. Haus aus dem Ende des 18. Jahrhunderts; im 19. und 20. Jahrhundert rekonstruiert. Bedeutend in seiner Aufteilung und Konstruktion.        | 45829/4-2824 Info Katalog | BW             |
| Čímice, an der Landstraße (Standort)                                                                     | Kapelle der Heiligen Kyrill und Method | Gut erhaltenes Sakralgebäude aus der zweiten Hälfte des 19. Jahrhunderts. Ein wichtiges Wahrzeichen des Dorfes. Zu den Originalkonstruktionen gehören Fachwerk, Turm, Presbyterium und Chor. | 44188/4-4547 Info Katalog | weitere Bilder |
| Čímice, östlich der Ortschaft auf der Kreuzung der Wege Žichovice-Bílenice und Čimice-Domoraz (Standort) | Kapellchen                             | Kleines Sakralgebäude mit einem malerischen Giebel, der ein Zeugnis der Barockkunst des Ortes ist.                                                                                           | 42124/4-3174 Info Katalog | BW             |
| Čímice, Čímice 17 (Standort)                                                                             | Gehöft Nr. 17                          | Umfangreiches Gehöft, das in seiner ursprünglichen Form mit einem Giebel und einem Tor in barocken Formen erhalten ist.                                                                      | 36654/4-2823 Info Katalog | Gehöft Nr. 17  |
| Čímice (Standort)                                                                                        | Nischenkapelle                         | Kleine sakrale Volksarchitektur, die die Umgebung des Ortes vervollständigt. Das Gebäude stand ursprünglich im Zusammenhang mit dem nahe gelegenen Schmiedehaus Nr. 48.                      | 52152/4-5310 Info Katalog | BW             |
| Čímice, Čímice 48 (Standort)                                                                             | Schmiede                               | Das Gebäude der ehemaligen Schmiede aus dem 19. Jahrhundert, erhalten in seinem ursprünglichen Kern, einschließlich des Kamins. Objekt unangemessen modernisiert.                            | 19618/4-2825 Info Katalog | BW             |